# Central Madeirense
Central Madeirense es una de las cadenas de supermercados más importantes de Venezuela. Aunque establecida en Caracas, tuvo 53 tiendas en 38 ciudades, lo que la convirtió en la mayor cadena de supermercados de Venezuela. Está dirigida especialmente a la clase media baja.
Su sede principal se ubica en el kilómetro 5 de la carretera Petare-Santa Lucía, sector Mariches, municipio Sucre.
Desde el año 2017, producto de la situación crítica de la economía y política venezolana, la franquicia se vio motivada al cierre de algunas sucursales tanto en Caracas como en el interior de la República.
Actualmente cuenta con más de 20 sucursales ubicadas en Caracas, La Guaira y Los Altos Mirandinos.

## Historia
Central Madeirense fue fundada el 11 de noviembre de 1949 por cuatro familias portuguesas radicadas en Venezuela: De Sousa, Macedo, De Abreu y Da Corte; aunque en la carnicería de su sede ubicada en Caracas-Plaza la Concordia, laboro una empleada de origen brasilero. Su primera sede estuvo ubicada en la urbanización 23 de Enero, al oeste de Caracas. En 1972, abrió su primera tienda fuera del área metropolitana de Caracas, que fue la número 12 de la empresa, en Valencia, Estado Carabobo. En 2010, inauguró el Hiper Central Madeirense en la ciudad de Cagua como el primer hipermercado de Central Madeirense, con 7000 m² (metros cuadrados). Su eslogan es «Viva mejor por menos».
La historia de Central Madeirense se remonta a la posguerra, cuando Venezuela abrió sus puertas a la inmigración y recibió a alrededor de 100 mil portugueses entre 1945 y 1970. Entre ellos estaban los fundadores Manuel y Agostinho De Sousa Macedo, Manuel Mendes De Sousa y Manuel Da Corte De Abreu, quienes desembarcaron en La Guaira en 1946 con un capital inicial de 10 mil bolívares. Comenzaron con pequeños abastos bajo la razón social de Sociedad Mercantil Macedo, Da Corte & Co., adaptándose a las demandas del mercado.
El 11 de noviembre de 1949, se consolidaron bajo el nombre de Central Madeirense C.A., inaugurando su primer local en la Urb. 23 de Enero. Desde su apertura, la empresa ha mantenido su filosofía de ofrecer precios accesibles bajo el eslogan “Viva mejor por menos”.
Durante el periodo de escasez de alimentos en Venezuela entre 2014 y 2018, Central Madeirense implementó estrategias de venta para satisfacer las necesidades de sus clientes, quienes enfrentaron largas colas para adquirir productos básicos. Sin embargo, la situación económica ha llevado a la compañía a cerrar algunas de sus tiendas, incluyendo la reciente en el C.C. La Hoyada, que ha sido testigo del retiro de productos y estructuras, particularmente en el área de perfumería.

## Detención de gerentes
En 2018, al menos 12 gerentes de la cadena de supermercados venezolana Central Madeirense fueron liberados después de haber estado detenidos durante una semana. La detención fue ejecutada por órdenes de la Superintendencia Nacional para la Defensa de Derechos Socioeconómicos (Sundde) bajo la acusación de presunto boicot. Los gerentes, que operaban en las sucursales de Miranda y Caracas, quedaron sujetos a un régimen de presentación tras su liberación. Durante su detención, estuvieron recluidos en los calabozos de la sede de la Policía Nacional Bolivariana (PNB) en La Yaguara. Según declaraciones a Versión Política, la empresa colaboró activamente para garantizar la seguridad de los detenidos, aislando a los gerentes de los delincuentes comunes. Juan Herrera, hermano de Juan Humberto Herrera, gerente de la sucursal de Bello Monte, indicó que también se sospecha que la presión diplomática de Portugal pudo haber jugado un papel en la liberación. El Ministerio Público había iniciado una investigación sobre los gerentes por la presunta violación del artículo 53 de la Ley Orgánica de Precios Justos.Finalmente fueron liberados gracias a la intervención de la embajada de Portugal.

## Cierre forzado
La Superintendencia Nacional para la Defensa de los Derechos Socioeconómicos (Sundde) de Venezuela tomó la decisión de ordenar el cierre preventivo de cinco sucursales de la cadena de supermercados Central Madeirense. Los establecimientos afectados se encuentran en las zonas de Los Ruices, El Marqués, La Urbina, Montalbán y El Paraíso. Esta medida se debió a acusaciones de especulación en diversos productos y la falta de cumplimiento en la aplicación de la tasa oficial del Banco Central de Venezuela (BCV).
La información fue divulgada por Sundde a través de su cuenta de Twitter, donde señaló que, tras las fiscalizaciones correspondientes, la ministra y superintendenta Eneida Laya dispuso el cierre debido al incumplimiento de los artículos 46 y 49 de la Ley Orgánica de Precios Justos.Central Madeirense, ha reiterado su posición como empresa familiar y desmiente rumores de venta. Fundada el 11 de noviembre de 1949 por cuatro familias portuguesas —los De Sousa, Macedo, De Abreu y Da Corte—, la compañía celebra su septuagésimo segundo aniversario reafirmando su compromiso con Venezuela y descartando cualquier cambio en la propiedad. A pesar de haber cerrado algunas tiendas, especialmente en el interior del país debido a la hiperinflación, la cadena aclara que no ha vendido ni una acción y que no ha cambiado de dueños, como algunos rumores en redes sociales sugerían.
La cadena, que en sus inicios se enfocó en atender a la clase media baja con el lema “viva mejor por menos”, ha enfrentado cierres de tiendas como la de Nueva Barcelona en Anzoátegui y La Galería en Yaracuy, alimentando especulaciones incorrectas sobre un cambio en la propiedad a inversores iraníes. Además, el local de Los Próceres, que estaba en manos del Instituto de Previsión Social de las Fuerzas Armadas (Ipsfa), fue entregado para que operara bajo una marca distinta.A pesar de estos problemas, Central Madeirense ha mantenido su servicio innovando con un sistema de compras en línea, delivery y pick up, como refleja su mensaje en Instagram. Desde su primera tienda abierta en la urb. 23 de Enero, la cadena ha crecido significativamente, llegando a tener 53 establecimientos en 38 ciudades. Actualmente, cuenta con 43 locales distribuidos en ocho estados.
La situación país, marcada por problemas de servicios básicos como luz, agua y gasolina, ha propiciado el cierre progresivo de establecimientos en el interior del país, lo que podría llevar a que estas sucursales pasen a manos de operadores locales. Aunque hay especulaciones sobre estos cierres, la empresa aún no ha confirmado públicamente tal estrategia y continúa con su eslogan "estar cerca", enfatizando su presencia y compromiso en la región.